# Adouma (peuple)
Pour les articles homonymes, voir Adouma.
Les Adouma (ou Aduma, Baduma, Douma, Duma) sont une population d'Afrique centrale vivant au sud-est du Gabon, principalement sur les rives sud du fleuve Ogooué, à proximité de Lastoursville, un ancien village adouma. 
Ils sont connus en tant qu'experts en canoës. Leurs traditions soutiennent qu'ils sont arrivés de l'est ou du sud-est, descendant le fleuve Sebe à l'Ogooué, puis aux rapides de Doumé. Ils fabriquaient des canoës en bois d'okoumé, et vendaient des esclaves aux Okandé, recevant en retour des produits européens tels que des pistolets et des tissus. La Société du Haut-Ogooué a établi une antenne à Lastoursville et a engagé les Adouma dans le commerce du caoutchouc, de l'ivoire, et du bois d'ébène.

## Langue
Ils parlent un dialecte du nzebi, le douma, dont 9 841 locuteurs avaient été recensés en 2000.

## L'origine des Adouma

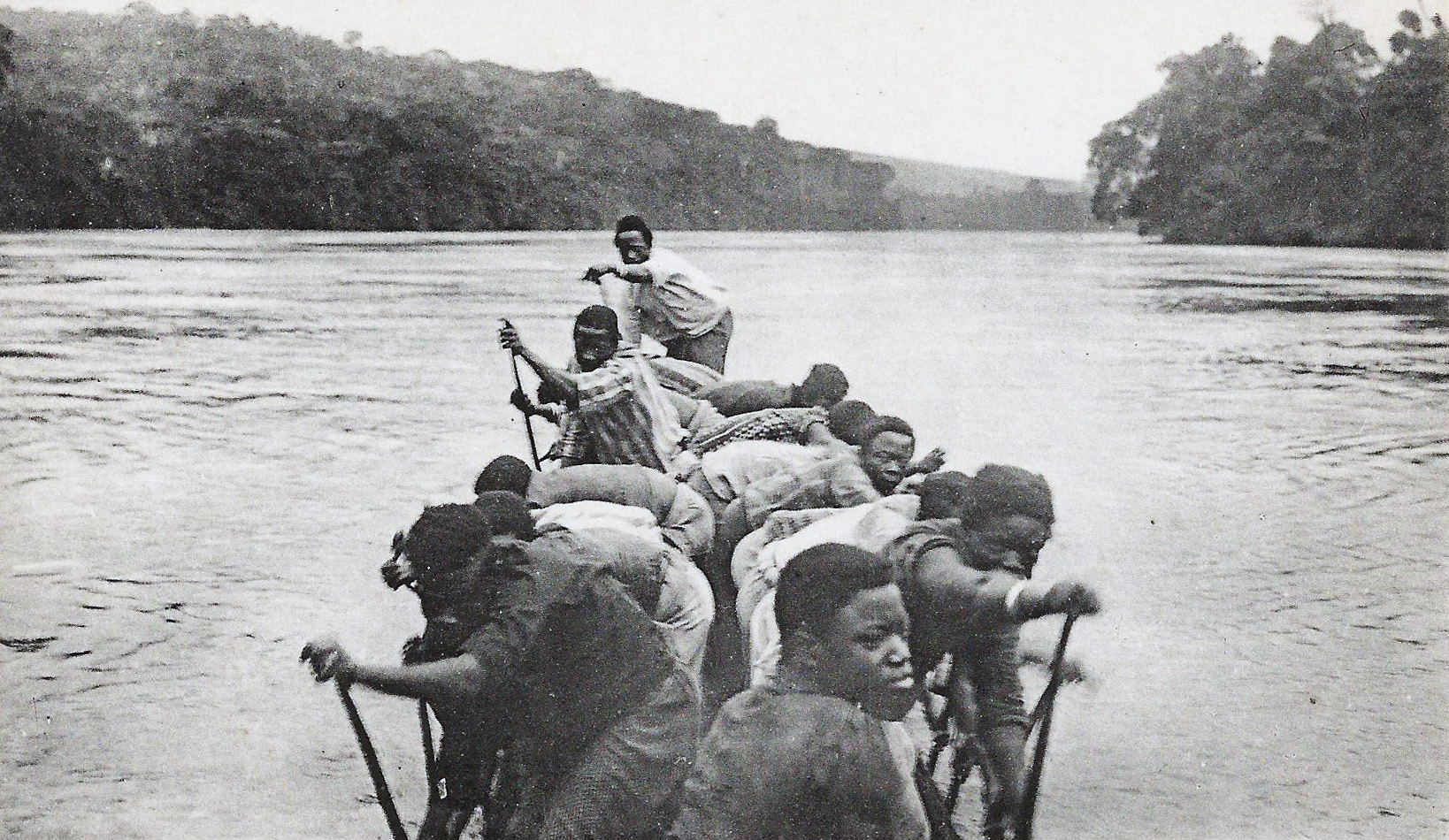
Piroguiers en action, vers 1900.

Les Adouma, « hommes du fleuve » ou « maîtres piroguiers », habitent depuis longtemps les rives de l'Ogooué, en amont et en aval de Lastourville entre les biefs de Doumé et Bounji. C'est vers 1750, selon le Docteur Miletto, qu'arrive le premier groupe Aduma qui traverse la région de l'Ogooué Lolo et scinde en deux les autochtones Kota : les Shamaye au Nord, les Wumbu et les Ndasa au Sud. Il est probable que la migration adouma se soit faite plus tôt que ne le pense Miletto.
La parenté entre les Adouma et les Awandji est à souligner. C'est le choix des trajets migratoires qui contribua à séparer ce peuple. Les premiers, Adouma, prirent les voies de l'Ogooué et devinrent pagayeurs et commerçants, les seconds, Awandji, la forêt, et donc des terriens, agriculteurs et chasseurs.
Les Adouma effectuaient le transport des hommes, du courrier et des marchandises à bord de leurs grandes pirogues. Ceux qui bénéficiaient de ces services savaient estimer les prouesses de ce peuple. Ils étaient prodigieux, et suscitaient de l'admiration. Plein d'adresse et de sang froid dans des situations terribles ils paraissaient « surnaturels ». À l'approche du rapide, leur chant devenait irrégulier et brusque. Ils sortaient du danger en passant très près des rochers et parfois même en traversant des tourbillons. Surnommés les chevaliers de la pagaie, les Adouma étaient, outre les Okandé et les Enenga, le trait d'union entre l’arrière-pays et la côte.
D'après Monseigneur Adam, vicaire apostolique du Gabon, « les Adouma seraient, avec les Nzebi, les Awandji venus de la Sanga et d'une montagne nommée Bundjie-Edumi. Il semble que l'Ivindo ait servi d'axe à cette migration qui, un moment, s'arrêtait vers le mont Ngouadi, sur la rive gauche de l'Ivindo, pour ensuite traverser l'Ogooué et se répartir sur le territoire actuel. »

## Vie sociale des Adouma
Les Adouma ont longtemps trafiqué sur le fleuve où ils apprirent assez vite à fabriquer les pirogues en bois d'okoumé. Avant la traite des noirs, les Adouma participaient au commerce des esclaves qu'ils revendaient aux Okandé de la Lopé, qui eux étaient en relation avec les Enenga et les Galoa du Bas Ogooué. C'est ainsi que l'île Mabela en face de Mandji (emplacement de Lastourville) servait autrefois d'entrepôt d'esclaves qui devaient être échangés contre du sel, des fusils à pierre, de la poudre, des neptunes et des cotonnades. Aussi, les Adouma servirent d'intermédiaire entre les Awandji et les tribus du bas Ogooué. Ils achetaient aux Awandji les produits de leur agriculture et de leur industrie : des grains de courge, des arachides, l'huile de palme, des pagnes raphia et des nattes qu'ils revendaient à Ndjolé et à Lambaréné.

Chez les Adouma de Lastoursville, vers 1900.
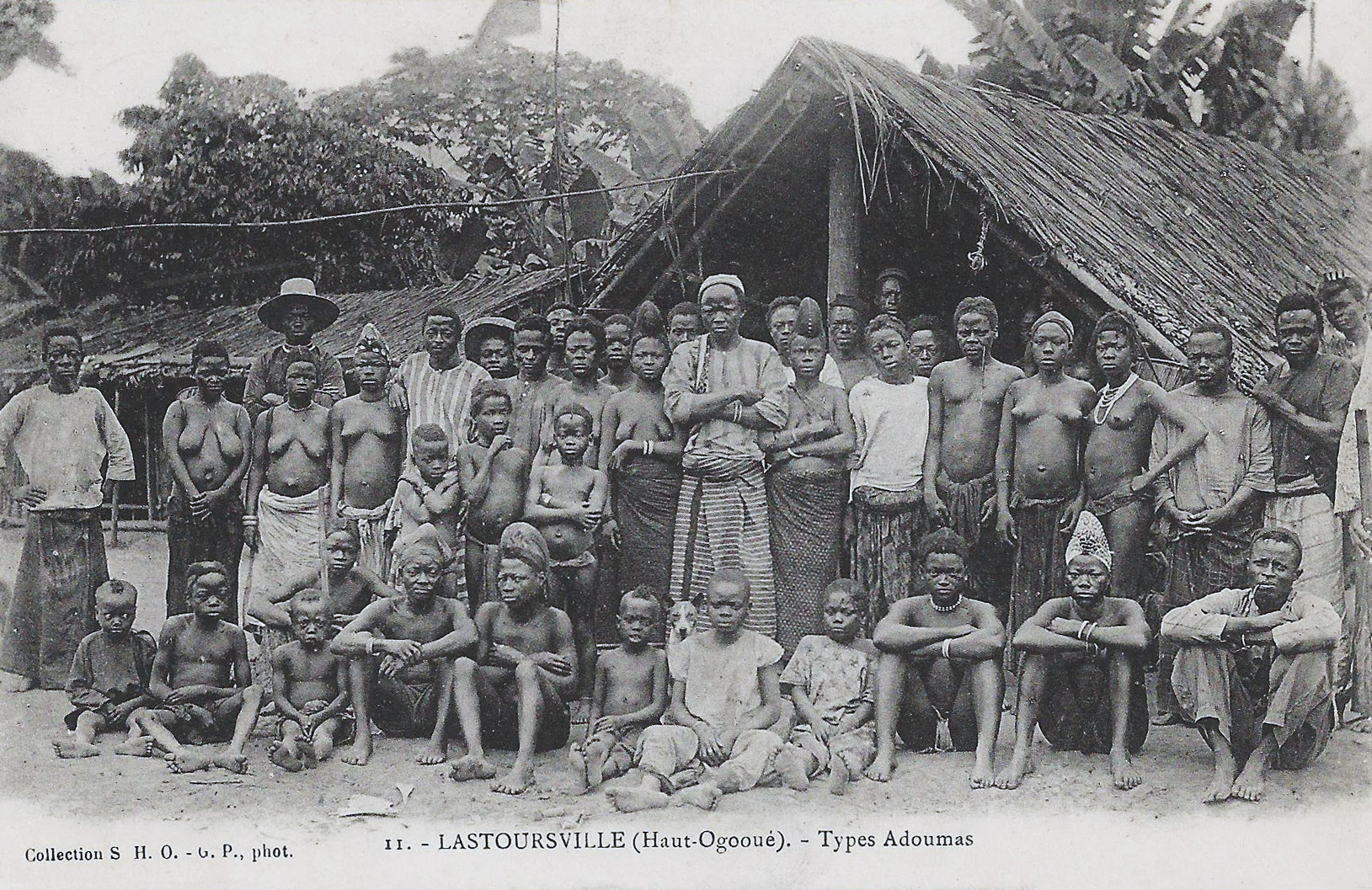
Communauté villageoise.
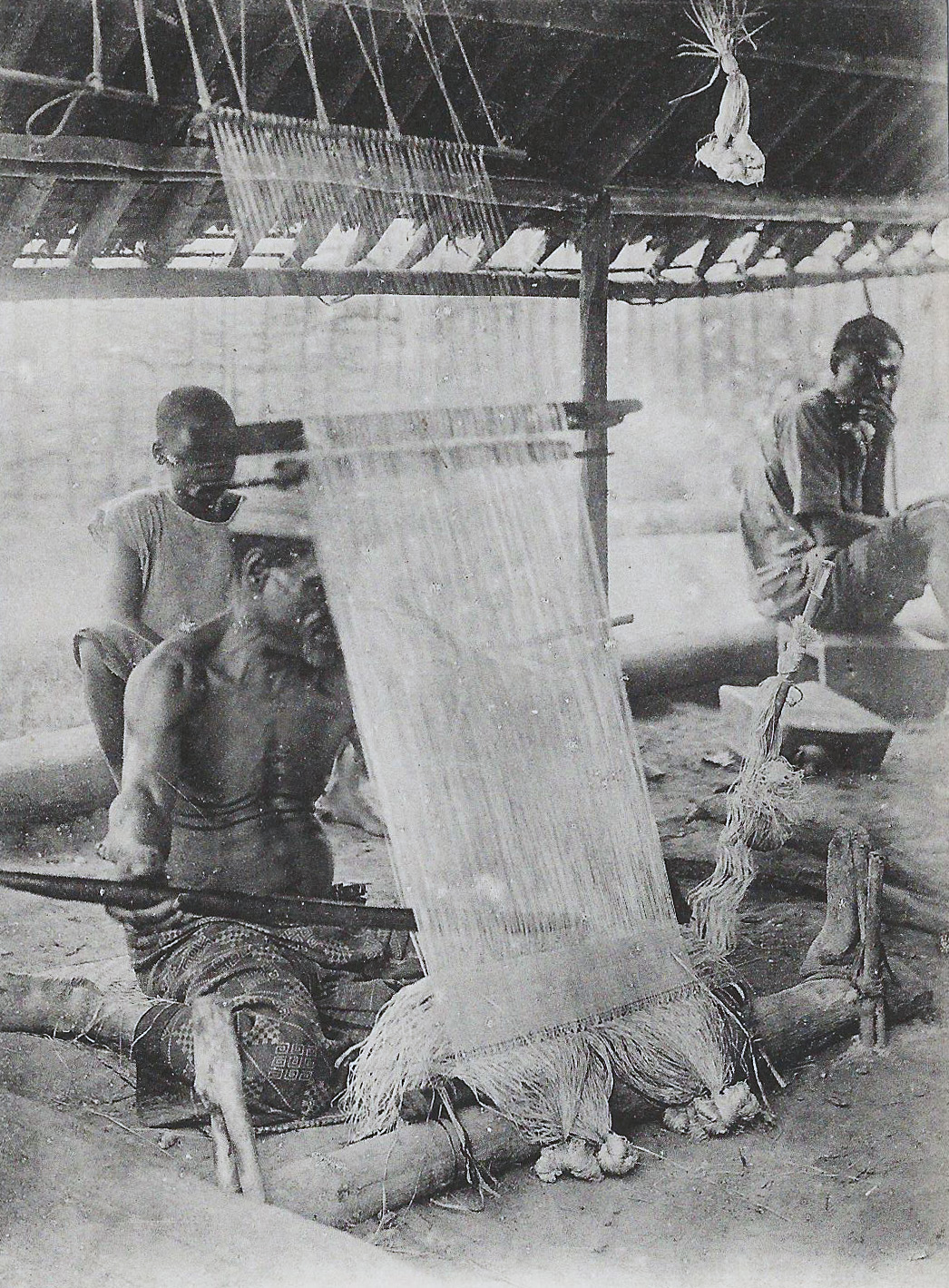
Tisserand.
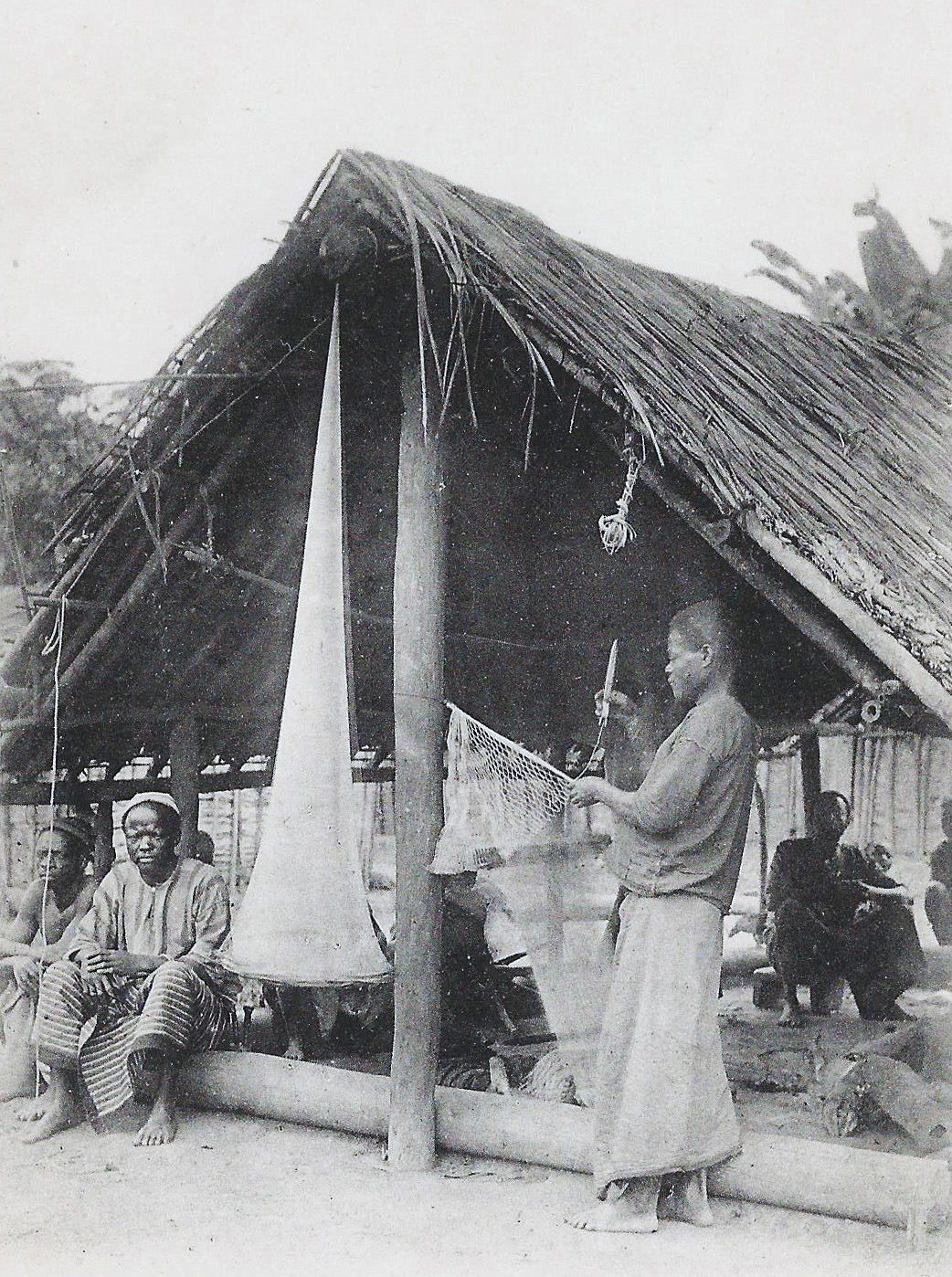
Cordier.
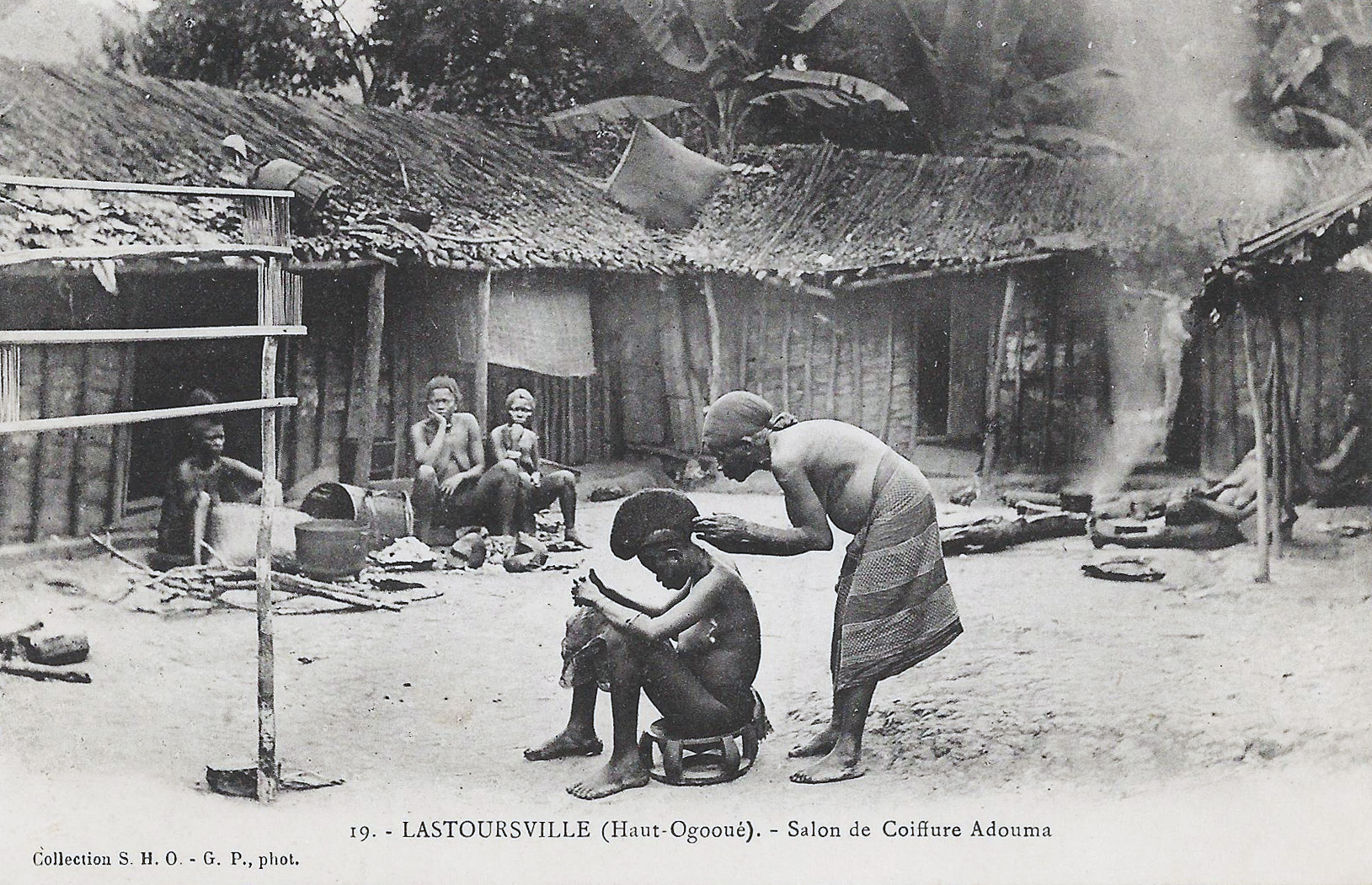
Salon de coiffure.

## Richesses du peuple Adouma
La communauté Adouma détient un ensemble de connaissances ou des phénomènes matériels et idéologiques propres à leur territoire: les richesses culturelles et touristiques.

### Richesses culturelles
Les Adouma ont une vie culturelle très riche à cause de leur proximité avec les éléments de la nature. La transmission de ces connaissances se fait souvent par le biais d'une initiation. La vitalité des cultures traditionnelles se manifeste souvent, comme la danse Lingwala pratiquée par des hommes et des femmes, vêtus de blanc.

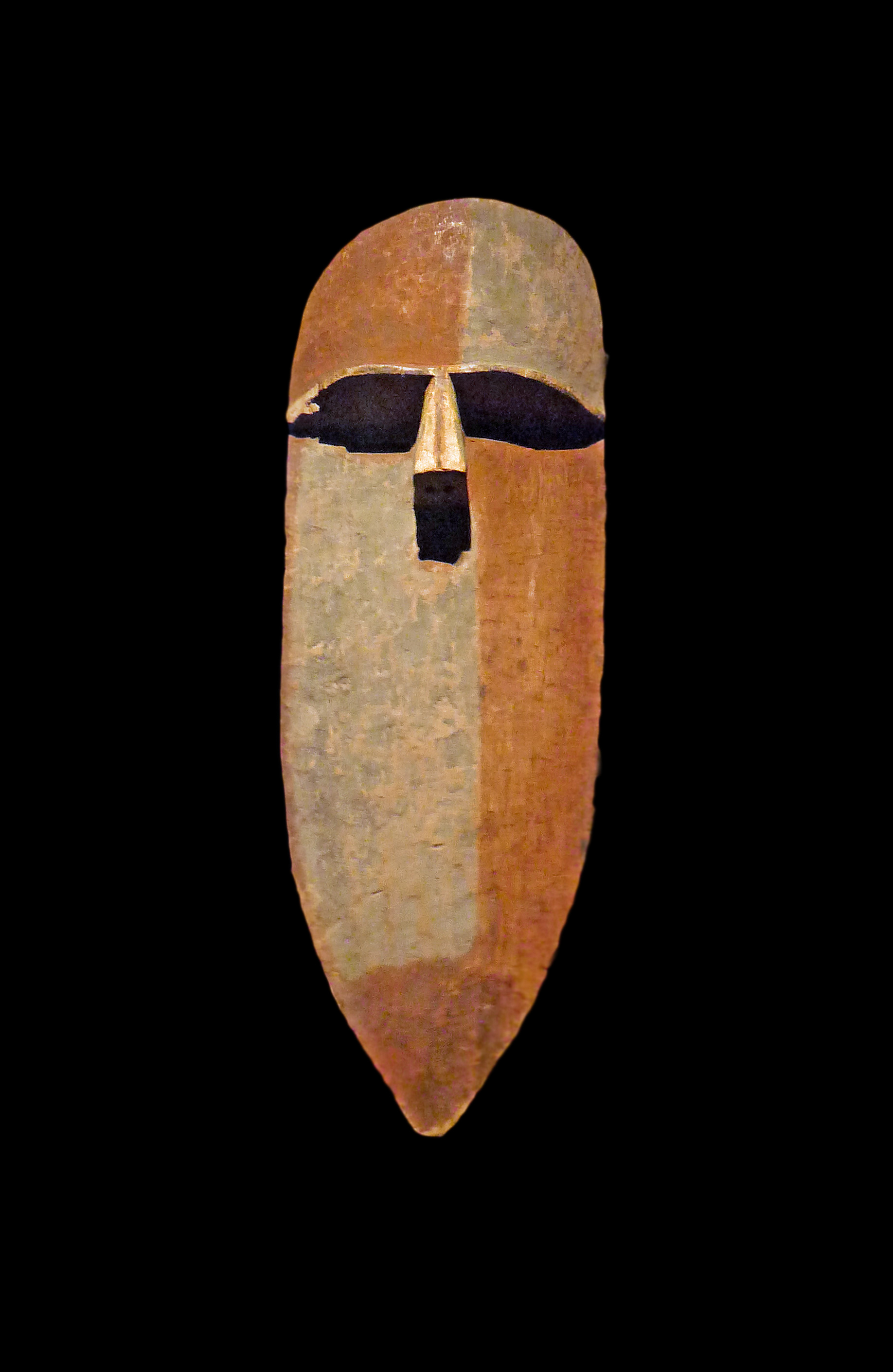
Masque anthropomorphe, région de Lastoursville
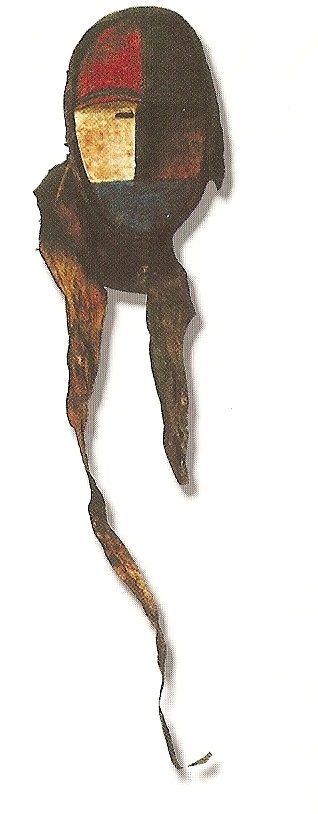
Masque mvudi

### Richesses touristiques
Les éléments de la richesse touristique sont :
- La tombe de Lastours : l'explorateur François Rigail de Lastours dont la ville porte le nom depuis 1886: Lastoursville. Il est enterré au quartier Mikatsa.
- L'île Fétiche : juste à l'entrée de la ville, située sur la droite et en descendant vers le pont qui traverse le fleuve l'Ogoué. Autrefois, les adulteriens et voleurs dans la région étaient réduits en esclave et abandonnés sur l'île avant d'être vendus aux Okandé qui allaient les revendre aux Galwa. Hubert Deschamps dans Traditions orales et archives du Gabon, dit : il arrivait que l'on attirât les gens dans l'île sous prétexte de la pêche, et en réalité pour les vendre.

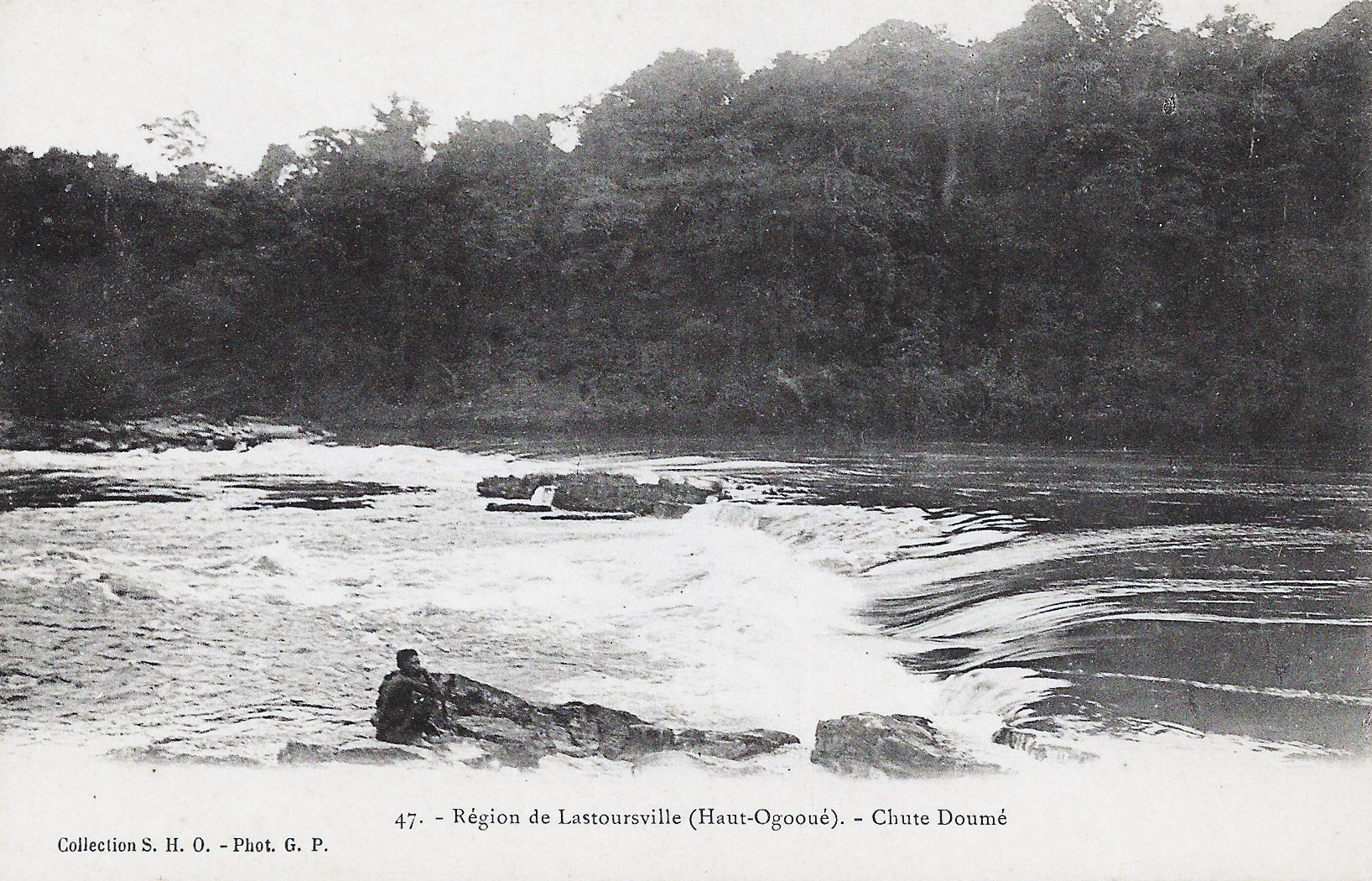
Les rapides de Doumé.

- La Mission Saint-Pierre Claver de Lastoursville : Située à 5 km de la ville sur la route de Koulamoutou. Elle (l'église), est au bout d'une longue allée qui à l'époque était bordée de palmiers géants. C'est une merveille de l'architecture romane. En son sein, on y retrouve un établissement primaire et depuis peu un autre d'enseignement secondaire de la 6e en Terminale. Un internat baptisé Foyer Bessieux y est également implanté.
- Les chutes et rapides de Doumé : En se laissant porter, au fil de l'eau sur l'Ogooué, on découvre à 32 km en amont de Lastoursville les merveilleuses chutes de Doumé.
- La statue de Wongo Le Patriote : Valeureux guerrier Adouma qui s'imposa au début XXe siècle, à l'occupation étrangère, et qui, après s'être rendu, fut déporté à Bangui en 1929...
- Les Grottes : Situées au quartier Pahon.